# Diatrype spilomea
Diatrype spilomea är en svampart som beskrevs av Syd. 1934. Diatrype spilomea ingår i släktet Diatrype och familjen Diatrypaceae.  Arten är reproducerande i Sverige. Inga underarter finns listade i Catalogue of Life.